# Hieracium chamardabanense
Hieracium chamardabanense es una especie de planta con flor del género Hieracium, de la familia Asteraceae, orden Asterales.

## Distribución
Hieracium chamardabanense se distribuye por Siberia.

## Taxonomía
Fue descrita científicamente por N. N. Tupitsyna. Fue publicada en Bot. Zhurn. (Moscow & Leningrad) 79(8): 97.